# 迈里
迈里（法語：Mairy，法語發音：[mɛʁi]）是法国大東部大區阿登省的一个旧市镇，属于色当区。2015年，迈里与市镇杜济合并为新的杜济。

## 地理
迈里（49°38'59"N, 5°2'55"E）面积7.44 平方千米，位于法国大東部大區阿登省，该省份为法国北部内陆省份，西接埃纳省，南至马恩省，东临默兹省，北与比利时接壤。
与迈里接壤的市镇（或旧市镇、城区）包括：昂布利蒙、布雷维利、杜济、厄伊和隆比、勒米伊-阿伊库尔、泰泰涅、维莱德旺穆宗。
迈里的时区为UTC+01:00、UTC+02:00（夏令时）。

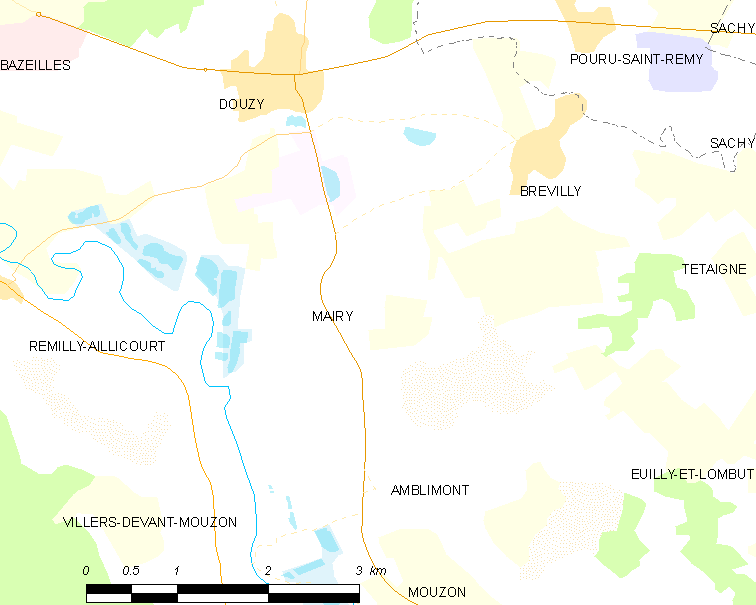
迈里的OSM定位图

## 行政
迈里的邮政编码为08140，INSEE市镇编码为08267。

## 政治
迈里所属的省级选区为卡里尼昂县。

## 人口

1962-2008年间迈里人口变化图示

迈里于2018年1月1日时的人口数量为278人。